# حزب الشعب للإصلاح
حزب الشعب للإصلاح هو حزب سياسي مدني ليبرالي تأسس عام 2011 تحت اسم حزب الشعب، وتم تغيير الاسم إلى حزب الشعب للإصلاح في منتصف عام 2017. الأمين العام للحزب هو فائق الشيخ علي.

## التأسيس
قام فائق الشيخ علي، وهو سياسي ليبرالي علماني عراقي، كان عضوًا في مجلس النواب العراقي، بتأسيس الحزب عام 2011 حسب المادة 39 (أ) من الدستور العراقي التي تنص على: «أن حرية تكوين الجمعيات والأحزاب السياسية والانضمام إليها مكفولة».

## الأهداف
هو حزب ليبرالي وسطي وان أهدافه هي:
- إعادة بناء العراق كدولة
- إقامة دولة عادلة وضمانات اجتماعية
- ترسيخ مبدأ الولاء للعراق.
- محاربة التخلف والفساد.

=ك= المراجع ==كيف انظم إلى الحزب
1. ↑  "فائق الشيخ علي". www.facebook.com. مؤرشف من الأصل في 2022-09-20.
2. ↑  "صفحة النائب فائق الشيخ علي". www.facebook.com. مؤرشف من الأصل في 2022-09-20.
3. ↑  "Iraq's Constitution of 2005" (PDF). مؤرشف من الأصل (PDF) في 2021-05-15.
4. ↑  "Iraq - Law No. 36 of 2015 on Political Parties". www.ilo.org. مؤرشف من الأصل في 2022-03-08.